# J·科尔
杰曼·拉马尔·科尔（英語：Jermaine Lamarr Cole，1985年1月28日—），艺名J·科尔（英語：J. Cole），美国饶舌歌手、词曲作者及唱片制作人。科尔成长于北卡罗来纳州的费耶特维尔，2007年年初，科尔以饶舌歌手的身份发行了他的首张混音带《The Come Up》。为进一步追求饶舌歌手的职业生涯，2009年，在与Jay Z的Roc Nation唱片公司签约后，他发行了另外两张混音带。
科尔于2011年发行了他的首张录音室专辑《Cole World: The Sideline Story》，这张专辑取得了评论方面和商业上的成功。专辑空降美国公告牌二百强专辑榜的首位，并在短期内被美国唱片业协会认证为白金唱片。科尔随后分别于2013年和2014年发行的专辑《Born Sinner》、《2014 Forest Hills Drive》均取得了全球范围内的成功，并已分别在美国取得了金唱片和双白金唱片的认证，而《2014 Forest Hills Drive》则为他赢得了他的首次格莱美奖最佳饶舌专辑的提名。《2014 Forest Hills Drive》也是近25年来首张无任何客串献唱却获得白金唱片认证的饶舌专辑。
自学过钢琴的科尔在他的嘻哈乐生涯中扮演制作人的身份。他曾为肯德里克·拉马尔和珍妮·杰克逊等艺人制作了热门单曲，并包揽了他个人作品的主要制作工作。同时他也涉足过其它一些领域，这其中包括成立Dreamville唱片公司和非盈利组织The Dreamville基金会。

## 早年生活
1985年1月28日，杰梅因·拉马尔·科尔出生于西德法兰克福的一座美国陆军基地。他的父亲是非裔美国人，过去曾經是美国军队的士兵；而他的母亲则是一位德意志白人，曾在美国邮政署担任过邮政工人。在科尔的童年时期，他的父亲便抛弃了这个家庭，因此他的母亲带着科尔及其兄弟将住处搬迁到北卡罗来纳州的费耶特维尔。科尔在多元种族的环境下成长。而当被询问到种族是如何紧密影响到他的时候，科尔评论道，“我能与白人感同身受，因为我明白我的母亲，以及她在家中的地位。她是我所爱之人。在这一天结束时，我并未感到自身肤色是白的，我能够与白人感同身受但从未感到我是他们中的一员。我更多感受到的是我的长相，这便是我被如何对待的起因。然而这却没有必要去消极地处理。”在青年时期，科尔表现出了对篮球和音乐的喜爱，并在特里桑福德乐团担任主导小提琴手直到2003年。
科尔在12岁时开始饶舌。2000年，当科尔的母亲为其购买了一架ASR-X型号的音乐取样器作为圣诞礼物时，他开始将其视作理想的职业。在这期间，科尔高度重视对于制作技能的提高，之后他以“Therapist”的笔名开始了早期的制作。随后科尔与当地的组合Bomm Sheltuh开展合作，以组合成员的身份开始饶舌和制作。
从高中毕业后，科尔认识到他在纽约的保证录制合约的机会应被重视，于是搬迁到了这座城市，并在这一过程中接受到了一份圣约翰大学的奖学金。在目睹了一位孤单的计算机科学教授的生活后，他做出了改变。起初主修计算机科学的他之后转到了传播学和商业专业，以不与这位教授有着类似的结果。作为大学生的他同时是泛非主义学生联盟Haraya的主席。科尔于2007年以3.8的拉丁文学位荣誉成绩毕业。尽管已经毕业，但科尔在2015年的一次归来晚会期间正式收到了一份文凭，并表明因图书馆书籍而欠款导致了这所大学停止发放其文凭。科尔随后在费耶特维尔担任过不同的兼职工作，他做过报纸的广告推销员、收款员、档案管理员以及滑冰场的袋鼠吉祥物。

## 音乐生涯

### 1999至2009年：早年工作和最初的混音带
在受到纳斯、图派克和埃米纳姆等人的音乐启发后，科尔与他的表兄弟开始将精力放在提高对押韵和谐音的认识上，并开始学习如何将故事的讲解嵌入到他们的歌词之中。自14岁开始，科尔开始拥有不同的、写满了歌曲创意的笔记本，然而此时的他并未拥有制作节奏或是采样的条件。随后科尔的母亲为他购置了一台Roland TR-808鼓点器，以帮助科尔加深在制作方面的认识。在接下来的三年内，他开始以Therapist的艺名在不同的网络论坛上上传作品。
随后科尔开始创作一整张CD的伴奏，拓宽了他的制作领域。他来到Roc the Mic录音室，希望他所制作的伴奏能够被正在录制专辑《American Gangster》的Jay Z所欣赏。在等待超过三个小时后科尔被Jay Z辞退。随后科尔将这张CD的内容用作他的首张混音带《The Come Up》的伴奏。

### 2009至10年：混音带与Roc Nation的签约

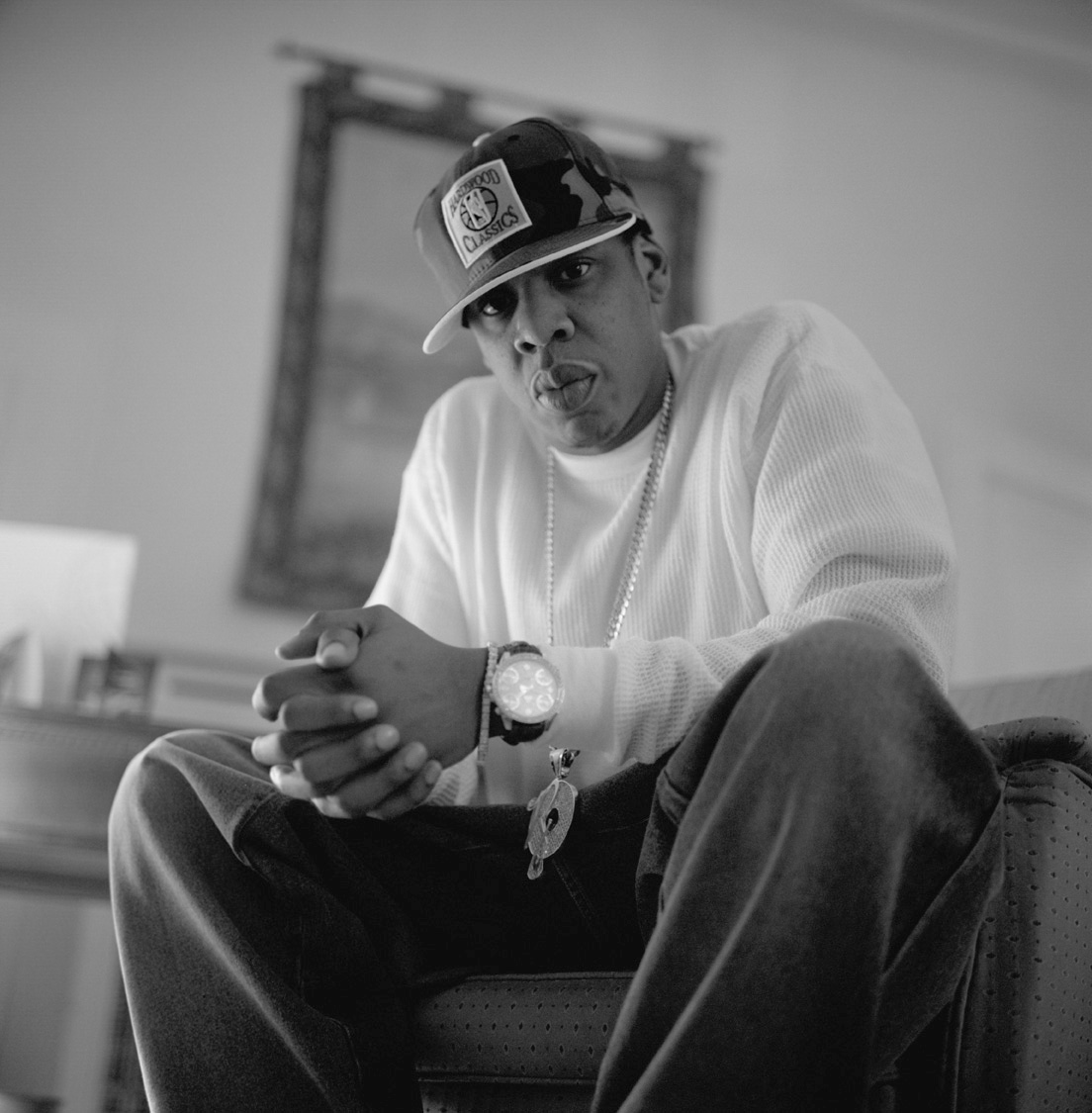
科尔是首位被签进Jay Z的Roc Nation唱片的艺人，于2009年

2009年6月15日，科尔发行了第二张混音带《The Warm Up》，这张混音带受到了正面的评价。随后科尔出现在了Jay Z专辑《The Blueprint 3》的歌曲《A Star Is Born》中。同年，他分别在威尔于2009年发行的首张专辑《Attention Deficit》和混音带《Back to the Feature》中担任客串艺人。2010年1月，科尔与同厂牌艺人Jay Electronica、Mos Def共同为Talib Kweli和Hi-Tek的单曲《Just Begun》献声，这首歌曲被收录在Reflection Eternal的专辑《Revolutions Per Minute》内。科尔也客串了B.o.B于2010年发行的混音带《May 25》中的歌曲《Gladiators》。
2010年年初，科尔入选由《Beyond Race》杂志所评选的“五十位最具突破艺人”名单，位列第四十九位。科尔成为了该杂志第11期封面故事的主角，并接受了杂志网站的问答。他也被《XXL》杂志评选为为2010年版的十佳新人。2010年3月19日至4月30日，J·科尔举办了一场校园巡演，巡演在新泽西州新布朗斯维克罗格斯大学每年举办的罗格斯节上收官，而在雪城大学站的巡演上，科尔与饶舌歌手维兹·卡利法同台演出。3月31日，科尔表演了一首名为《Who Dat》的歌曲，这首歌曲于2010年4月30日以单曲形式被发行。同年，科尔在Young Chris的歌曲《Still the Hottest》以及Miguel的首支单曲《All I Want Is You》中担任客串艺人。此外，科尔为DJ哈利德的歌曲《We On》的歌曲献声，但歌曲最终未被收进哈利德的密纹唱片《Victory》。
2010年6月15日，在《The Warm Up》的发行周年庆上，科尔发布了一段标题为《The Last Stretch》的Freestyle。同年6月21日，科尔在黑人娱乐电视台的节目《106 & Park》上首播了首支单曲《Who Dat》的音乐录影带。2010年8月，J·科尔凭借他具有口碑的混音带《The Warm Up》以及与Jay Z的Roc Nation唱片的一纸合约而被授予UMA的年度男艺人奖。在2010年7月的一次访谈中，J·科尔透露了三首将会收录在他的首张专辑中的歌曲：《Dreams》、《Won't Be Long》以及《Never Told》，这三首歌曲均由No I.D.制作。2010年10月30日，一首名为《I'm Coming Home》的小样被泄露在互联网上，该小样是科尔为肖恩·科姆斯所录制，而这份小样成为了歌曲《Coming Home》的前身。2010年11月12日，J·科尔发行了第三张官方混音带《Friday Night Lights》。这张混音带包括了德雷克、威尔和Omen等人的客串，大部分制作工作均由科尔本人操刀。

### 2010至11年：《Cole World: The Sideline Story》

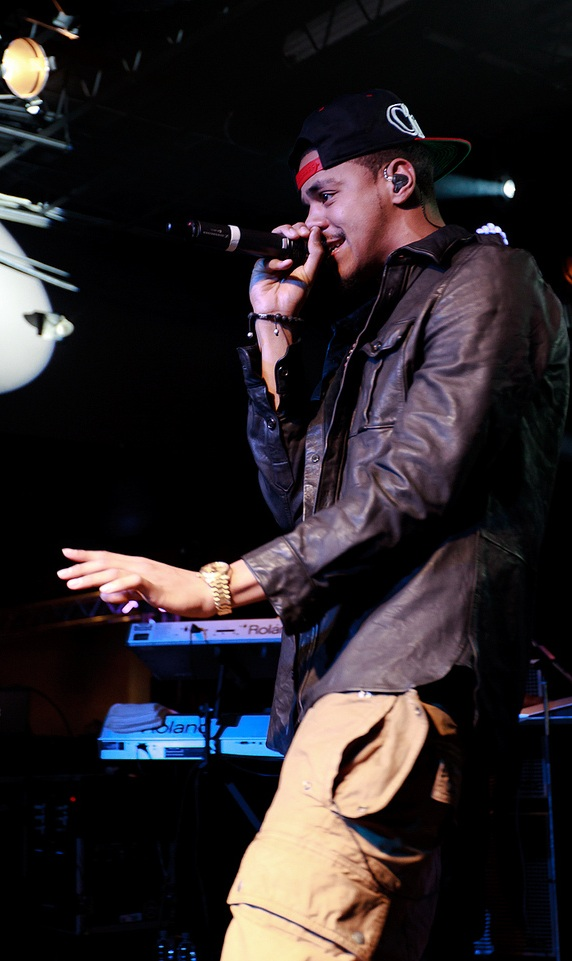
科尔于2011年在伦敦表演

2011年1月5日至21日，科尔担任德雷克“Light Dreams and Nghtmares英国巡演”的开场艺人。2011年4月，科尔为肯德里克·拉马尔2011年专辑《Section.80》制作的歌曲《HiiiPoWeR》被发行，这支单曲是两位艺人首次合作的产物。2011年5月22日，J·科尔发行了一首名为《Return of Simba》的歌曲，这是继《Simba》和《Grown Simba》之后“Simba系列”的第三首歌曲。随后科尔仅表示Jay-Z会在他的首张录音室专辑中担任客串嘉宾，以避免“首张专辑标题的前后不一致”等问题。2011年6月15日，科尔发行了首张专辑的首支单曲《Work Out》，以纪念他广受好评的混音带《The Warm Up》发行两周年。这首歌曲由科尔本人制作，采样了坎耶·韦斯特的《The New Workout Plan》以及宝拉·阿巴杜的《Straight Up》。歌曲在部分音乐排行榜上登顶，成为了一首热门单曲。
7月31日，科尔通过Twitter宣布了“Any Given Sunday”。“Any Given Sunday”是每周一次的音乐泄露，其类似于坎耶·韦斯特的“G.O.O.D. Fridays”活动。J·科尔写道，“每个星期日的归来时我将透露一些东西，直至专辑发行。或许只是一首歌曲，或是一段视频，而这则取决于我的感觉。”在第三次的泄露上，科尔登录了Ustream，以上传给粉丝这张专辑的相关内容以及一些还未成型的作品。8月15日，《Work Out》的音乐录影带在YouTube、Vevo以及106 & Park上首播。8月22日，科尔发布了他首张专辑的封面，这张封面由Alex Haldi for Bestest Asbestos设计，科尔同时也为Haldi的混音带《The Glorification of Gangster》录制了歌曲《Killers》。在8月29日的第四次的透露上，他再次通过Twitter发布了他首张专辑的曲目列表。
8月30日，在一份未完成的版本被先行泄露后，科尔与节奏布鲁斯歌手崔·颂合作的《Can't Get Enough》作为专辑的第二支单曲被发行。歌曲的音乐录影带是科尔在巴巴多斯拍摄的，当时科尔正作为蕾哈娜“Loud巡演”的开场嘉宾。在进行巡演的最后一场演出时，科尔同崔·颂和蕾哈娜一同拍摄了这部录影带。该视频由Clifton Bell执导，于2011年9月14日被发布。9月25日，在专辑发行的两天前，科尔发布了iTunes附加曲目《Daddy's Little Girl》的音乐录影带。
《Cole World: The Sideline Story》于2011年9月27日发行，并于发行首周以二十一万八千张的拷贝量空降公告牌二百强专辑榜的首位。2011年12月2日，这张专辑以五十万的销量被美国唱片业协会认证为金唱片。2012年2月7日，科尔首张专辑的第三支、也是最后一支单曲《Nobody's Perfect》被发行。歌曲邀请了知名女饶舌歌手密西·艾丽特担任客串嘉宾，这同时标志着密西的音乐复出。

### 2011至13年：《Born Sinner》
2011年10月24日，在与早间节目《Hot 106’s Rise & Grind》的访谈期间，科尔透露他已开始创作他的第二张专辑，并希望这张专辑于2012年6月发行。他同时表示这张专辑可能会包含一些未被收录在他首张专辑的歌曲。他谈到，“我不清楚这有多少，但我没有被收进上张专辑的歌曲将会被自动放在这一张专辑”。他同时透露了专辑的发行日期：“六月。六月末，或者六月。”11月6日至8日，科尔担任泰尼·坦帕的开场嘉宾，出现在了伯恩茅斯国际中心、威尔士加的夫的利物浦回声体育馆、英格兰伯明翰的LG演出场、苏格兰格拉斯哥的SECC演出场以及曼彻斯特的MEN演出场。J·科尔被2012年格莱美奖提名为“最佳新人”，但惜败给美好冬季乐团。
在2012年的NBA全明星周末赛上，科尔代表东部球队参赛。2月24日，科尔在Twitter上的关注者达到二百万，而科尔则以发行歌曲《Grew Up Fast》作为庆祝方式。3月1日，科尔回到了他的家乡——北卡罗莱纳州费耶特维尔。为庆祝回归，科尔发行了歌曲《Visionz of Home》，并开展了一场名为“Dreamville Weekend”的活动以鼓舞家乡青年去有所成就。2012年5月6日，在Big Brother Africa 7开幕式期间，科尔完成了他在非洲的首场演出，这次演出的表演嘉宾包括Camp Mulla、P-Square、Naeto C、Flavour N'abania、Davido和Aemo E'Face。
5月14日，科尔宣布他正与肯德里克·拉马尔共同创作一张合作式专辑。他在一次与Bootleg Kev的访谈中谈到，“我正同肯德里克开展工作。我们取得了一些进展，反反复复。我们一起创作了四至五[首歌曲]。”7月26日，在一百天的未有新推文状态后科尔回到了Twitter，并发布了新歌曲《The Cure》。在这首歌曲中，他暗示了一张新专辑。10月20日，在一场现场演出上，科尔宣告他的第二张专辑已完成制作。他在等待着拉马尔的《good kid, m.A.A.d city》的发行。
11月5日，科尔通过ustream透露了他的第二张专辑的标题“Born Sinner”，以及这张专辑计划发行的日期：2013年1月28日。2012年11月13日，科尔发行了一支名为《Miss America》的专辑宣传单曲。科尔表示，他希望《Miss America》能够将音乐转变为一个与众不同的指引，同时也知道这不会成为一首电台热门歌曲。他进一步谈到，“对于我而言，《Miss America》在部分方面改变了事物，这首歌曲在更为积极、原始和社会评论的方面改变了对话本身所带来的……而评论的类型则很好地与这些天一首寻常的单曲形成了对比。这是我的目标，去略微地改变文化，改变对话。没有人期望那是你的首支单曲。”这首歌曲没有被收在《Born Sinner》的标准版内。然而，歌曲与其它被组成“Truly Yours”系列第三部《Truly Yours 3》的五首歌曲一道被收录在专辑的豪华版内。
2012年12月31日，如预期一样科尔透露《Born Sinner》将不会于2013年1月28日被发布。科尔说他“需要更多一点的时间来完成一些事情。”2013年2月14日，他通过Instagram发布了首支单曲的封面。《Power Trip》于2013年2月14日被发行，这也是科尔与节奏布鲁斯艺人马吉尔的第二次合作。在原先计划的发行时间2013年1月28日之下，科尔宣布了《Born Sinner》的发行时间为2013年6月25日。然而，当被宣布坎耶·韦斯特的《伊稣基督》将于早于一周的6月18日被发行时，科尔将《Born Sinner》的发行时间提前了一周以与坎耶展开竞争。之后他评论道，“这是艺术，我无法跟坎耶·韦斯特这样的名人以及他通过才能所挣得的地位进行竞争”，“但我能够将我的名字印在帽子上并告诉你，我认为我的专辑是最优秀的，而你会成为裁判并作出裁决。”
《Born Sinner》于发行首周在美国售出了二十九万七千张，空降公告牌二百强专辑榜的次席，与坎耶·韦斯特的《耶稣基督》的差距为约三千张。截至2013年9月19日，这张专辑在美国共售出了五十九万九千张。科尔于专辑发布之后发行了其它三首单曲以支持这张专辑：与TLC合作的《Crooked Smile》、与肯德里克·拉马尔合作的《Forbidden Fruit》，以及《She Knows》。

### 2014年：《2014 Forest Hills Drive》
2014年8月15日，科尔发行了单曲《Be Free》，作为对迈克尔·布朗枪击案的回应。三天后，他参观了这座城市，并与聚集于此的抗议者及活跃分子会面，探讨了城市中的动乱。他在12月10日的《大卫·莱特曼晚间秀》节目上表演了这首歌曲，并表演了歌曲的补充段落。11月16日，科尔发布了一段视频。这段视频宣布了他的第三张录音室专辑《2014 Forest Hills Drive》将于2014年12月9日发行的信息。视频中出现了专辑些许部分的镜头，并透露专辑名称源于科尔童年时期的住处。科尔告知，这张专辑不会拥有先行单曲，并只有小部分的宣传。然而这张专辑却由四支推广单曲所支持：《Apparently》、《Wet Dreamz》、《No Role Modelz》以及《Love Yourz》。这张专辑自发行之后空降公告牌二百强专辑榜首位，并在专辑发行首周售出了三十五万三千张。科尔随后于2015年2月13日宣布了Forest Hills Drive巡演。这场巡演为他的首张现场专辑《Forest Hills Drive: Live》提供了素材。专辑《Forest Hills Drive: Live》在科尔三十一岁生日当天被发行，而专辑录制工作则是在发行前的费耶特维尔站巡演演出现场进行。3月31日，《2014 Forest Hills Drive》被认证为白金唱片，成为了自1990年以来首张在无任何客串艺人的前提下达到白金销量唱片的嘻哈专辑。科尔赢得了2015年公告牌音乐奖的最佳饶舌专辑奖项，并得到了第58届格莱美奖最佳饶舌专辑的奖项提名。他因《Apparently》和《Planes》而分别被提名最佳饶舌表演和最佳节奏布鲁斯表演。2016年6月10日，《2014 Forest Hills Drive》凭借超过两百万张的销量与流媒体量的总和而达到双白金唱片。
2015年12月15日，科尔在《J. Cole: Road to Homecoming》的系列纪录片中出镜，而这在他的HBO特别节目《Forest Hills Drive: Homecoming》之前被发布。这部纪录片于2016年1月9日被播出，包含五段插曲以及肯德里克·拉马尔、威尔、蕾哈娜、Pusha T、大肖恩、Jay Z以及德雷克等人的客串。

### 2018年：《KOD》
2018年4月20日，發布新專輯《KOD》，並於推特上說明KOD的三個含意，分別為kidz on drugz, king overdosed, kill our demonz。

### 2021年：《The off-season》
發佈專輯《The off-season》，及相關紀錄片。

## 艺术风格

### 影响
科尔曾将一些嘻哈艺人列为对其饒舌风格有过影响的，包括2Pac、纳斯和埃米纳姆。他随后描述图派克为他最大的音乐影响。科尔在《Friday Night Lights》发行后被与纳斯间进行对比，而他不久表示，纳斯是这张混音带背后的主要灵感。科尔随后在《Let Nas Down》中谈到了他们音乐上的相似之处。这是一首在创作上起因于指向《Work Out》的、针对他的贬损性言论的歌曲。

## 个人生活
2016年1月在一次与导演瑞安·库格勒的访谈中，瑞安透露出科尔已经结婚的事实。科尔的妻子是Melissa Heholt，曾与科尔一道在圣约翰大学就读，她同时也是Dreamville基金会的执行董事长。

## 作品
录音室专辑
- 《Cole World: The Sideline Story》（2011年）
- 《Born Sinner》（人性本惡，2013年）
- 《2014 Forest Hills Drive》（家鄉回憶錄，2014年）
- 《KOD》（2018年）
- 《The Off-Season》 (2021年）

混音带
- 《The Come Up》（2007年）
- 《The Warm Up》（2009年）
- 《Friday Night Lights》（2010年）
- 《Revenge of the Dreamers》（与Dreamville)（2014年）

合辑
- 《Revenge of the Dreamers II》（与Dreamville)（2015年）

现场专辑
- 《Forest Hills Drive: Live》（2016年）

迷你专辑
- 《Truly Yours》（2013年）
- 《Truly Yours 2》（2013年）
- 《Truly Yours 3》（2013年）
- 《4 your eyes only》（如你所見，2016年）

## 巡演
- Cole World: The Sideline Story（2011年）[71]
- What Dreams May Come巡演（2013年）[72]
- Dollar And A Dream巡演（2013年）[73]
- Dollar And A Dream巡演2014：The Warm Up（2014年）[74]
- Forest Hills Drive巡演（2015年）[75]
- Dollar And A Dream巡演III：Friday Night Lights（2015年）[76]